# Арутюнян Олена Євгенівна
Оле́на Євге́нівна Арутюня́н (нар. 12 червня 1962, м. Тернопіль) — український живописець, графік. Член Національної спілки художників України (1994). Донька Євгена і Тамари Удіних.

## Життєпис
Олена Арутюнян народилася 12 червня 1962 року в м. Тернополі.
Навчалася в Тернопільській середній школі № 4 (1979), Тернопільську дитячу художню школу (1977). Закінчила художньо-графічний факультет Одеського педагогічного інституту ім. К. Ушинського (1985, викладачі В. Єфименко, Ю. Валюк). У 1985—1996 — викладач кафедри образотворчого мистецтва Тернопільського педагогічного інституту (нині національний педагогічний університет).
Нині проживає у США.

## Творчість
Працює у галузі станкового живопису, графіки.
Від 1985 — учасниця обласних, всеукраїнських та міжнародних виставок; персональні — у Тернополі (1986, 1992). Роботи зберігаються в музеях України, Польщі; приватних колекціях у США й Канаді. 
Основні твори: «Меланхолія» (1990), «Вічна тема» (1991), «Червона квітка» (1992), «Покаяння» (1993), «Гірський потік», «Стара фортеця», «Натюрморт. Кам'янець-Подільський» (усі — 1994), «Морський бриз», «Підбитий птах» (обидва — 1995).